# Molguloides tonsus
Molguloides tonsus är en sjöpungsart som beskrevs av Monniot 1991. Molguloides tonsus ingår i släktet Molguloides och familjen kulsjöpungar. Inga underarter finns listade i Catalogue of Life.